# Бичераховское восстание
Бичера́ховское восста́ние — восстание терских казаков против большевиков. Казаков поддержали часть горцев и крестьян. Восстание охватило территорию Северного Кавказа от Кабарды до Каспийского моря и продолжалось почти полгода с июня по декабрь 1918 года, частично дезорганизовав тылы Красной армии. С падением центров восстания в ноябре-декабре 1918 года повстанцы не прекратили вооружённое сопротивление и продолжали вести борьбу с большевиками до прихода Добровольческой армии.

## Предыстория
Большевистский государственный переворот Терское войсковое правительство признало как незаконный.
Переворот привёл Терскую область к полному безвластию. Этим моментально воспользовались враждебные казакам кавказские племена, прежде всего вайнахи. Поскольку основная масса терцев была на фронте в ноябре 1917 года ингуши и чеченцы напали и сожгли станицу Фельдмаршальскую, затем разграбили станицы Воздвиженскую, Кохановскую, Ильинскую, Гудермес и изгнали все русское население Хасав-Юрта и Хасав-Юртовского округа.
Чтоб навести порядок в крае в декабре представителями Терского казачьего войскового правительства, Союза горцев Кавказа и Союза городов Терской и Дагестанской областей было объявлено о создании Временного Терско-Дагестанского правительства. Его главой стал терский войсковой атаман М. А. Караулов. Это правительство объявило о принятии на себя всей полноты «общей и местной государственной власти». Однако 26 декабря 1917 г. на железнодорожной станции Прохладная большевистскими солдатами в своём вагоне Караулов был расстрелян. С его смертью Терско-Дагестанское правительство оказалось малодееспособным.
В ответ на убийство Караулова войска верные Терско-Дагестанскому правительству разогнали Советы во Владикавказе и Грозном, созданные в период Временного правительства, решив таким образом проблему двоевластия в области в свою пользу. Однако большевики в Моздоке 25 января 1918 года созвали Съезд трудовых народов Терека, объявивший 16 февраля о создании Терской Советской республики, как единственной законной власти.
Большинство возвращавшихся с фронта казаков либо не желало участвовать в конфликте, либо поддержало Съезд, поддавшись на политическую и социальную демагогию большевиков о «равенстве и братстве». В итоге Терско-Дагестанское правительство начинает утрачивать на местах реальную власть, которая переходит к Совнаркому Терской Советской республики.
Тем временем большевики стягивают в Терскую область красногвардейские отряды. 11 марта красногвардейцы нападают во Владикавказе на правительственные силы в лице 2-й сотни генерала Рудсона, находившейся на железнодорожном вокзале. После ожесточённого боя была достигнута договорённость о прекращении огня и свободном пропуске бойцов 2-й сотни с холодным оружием из города. Но после их погрузки в вагоны они были отвезены от вокзала на небольшое расстояние и расстреляны. Спастись удалось только семерым.
После Владикавказской резни в Терской области не осталось ни одной организованной силы способной противостоять большевикам.
Вслед за этим началось разоружение казаков и изъятие у них земли в пользу горцев и иногородних, которых большевики рассматривали как свою опору в борьбе с прорусскими силами. Все протесты казачества демонстративно игнорировались.
Обезоруженное казачество не могло больше обороняться от набегов бандитских шаек. В докладе казака Терской станицы Г. М. Бублеева Казачьему комитету ВЦИК отмечалось: «По границе с ингушами и чеченцами идёт жестокая борьба — нет возможности возделывать поля, выехать из станицы; выезжая на работы необходимо брать с собой караул не менее 100 человек, так как их вооружённые банды силою в 1000 человек все время рыскают около пограничных станиц. Во время стычек зверски истязают казаков, попавших к ним в плен. За неимением оружия нет возможности работать на поле; большинство полей остались не засеянными, нет возможности убрать хлеб». Почувствовав беззащитность казачьего населения, «советские» горцы стали проявлять «инициативу» — казаки вырезались семьями, оставшиеся в живых выбрасывались из домов, уничтожались православные храмы и кладбища. Все это находило горячую поддержку у инициаторов расказачивания на Северном Кавказе: — чрезвычайного комиссара юга России Г. К. Орджоникидзе и народного комиссара внутренних дел Терской Народной Советской Республики Якова Фигатнера.
В июне 1918 года казаки, доведённые до предела бесчинствами большевиков, начали открытое выступление. Поводом послужило решение Съезда трудовых народов Терека, проходившего с 22 по 29 мая 1918 года в городе Грозный, о выселении из 4 станиц казаков Сунженского отдела и передаче их земель (более 35 тысяч десятин) «верным советской власти» ингушам.
Из 70 казачьих станиц Терской области большевики намеревалась переселить 18 с населением в 60 тысяч человек. Успели до прихода в область Добровольческой армии А. И. Деникина выселить 3 станицы. Результатом такой политики стало вооружённое восстание казаков и падение большевистской власти в Терской области.

## Ход восстания
18 июня 1918 года казачий вооруженный отряд из станицы Луковской захватил Моздок.
23 июня (3 июля) в Моздоке состоялся Казачье-крестьянский съезд Советов, который провозгласил идею «Советов без болезненных наростов» (большевиков- сторонников погромов казаков) и избрал Временное Казачье-Крестьянское правительство во главе с Г. Бичераховым. Военное руководство осуществлял генерал-майор Мистулов. Казаки потребовали разоружения местного отряда Красной Армии. По приказу Бичерахова казачий отряд полковника Агоева занял станицы Прохладную и Солдатскую. В районе городов Ессентуки и Кисловодск восставшим оказывал помощь отряд Шкуро, отвлекая внимание Красной Армии. В июле бои развернулись за станицу Прохладную. Для подавления восстания на помощь местным большевикам прибыл Серго Орджоникидзе.
6 августа[по какому календарю?] казачье-осетинские отряды атаковали Владикавказ, где проходил контролируемый большевиками IV Съезд народов Терека, на котором Г. Ф. Бичерахов, казачья фракция и социалисты пытались мирно уладить вопрос об удалении из советов большевиков с антиказачьими взглядами.. Однако позже казаки были оттуда выбиты интернациональными частями Красной Армии (Пау Тисан, А. И. Автономов, А. А. Гегечкори, Е. С. Казанский, М. К. Левандовский) и отрядами ингушей. Против казаков выступил шариатский полк кабардинцев.9 августа после ультиматума о разоружении советские отряды города Грозный атаковали станицу Грозненскую,три дня сражавшуюся в полном окружении.После подхода помощи казакам из сунженских станиц  завязались бои за Грозный.
В ноябре "Советские войска Сунженской линии" казаков и иногородних Дьякова с поддержкой прибывших из Владикавказа двух пехотных полков и батальона Е. Кувшинова, войск Шариатской колонны, Свято-Крестовского и Георгиевского боевых участков освободили Грозный от осады. 9 ноября 1918 года[по какому календарю?] Советская Шариатская колонна нанесла удар по ставке повстанцев в Прохладной. Командующий обороной Прохладной генерал Эльмурза Мистулов понял, что его контрудар потерпел неудачу, а его войска и он сам оказались в безнадежном положении. В полдень 9 ноября[по какому календарю?] Прохладная была взята, Мистулов застрелился. Казаки сосредоточили свои силы в районе Моздока, который был взят красными 23 ноября[по какому календарю?].
Группа войск (4000 человек) во главе с полковниками Кибировым, Серебряковым и Агоевым отступила через горы в район Баталпашинска (Карачаево-Черкесия) и присоединилась к Добровольческой армии Деникина.
Отряду казаков в 2000 человек под командованием генерала Колесникова (он прилетел на аэроплане в ноябре из белого Ставрополя) и Г.Ф.Бичерахова удалось прорваться на восток, на Червленную и далее на порт Петровск, где они соединились с силами, ориентировавшимися на Уфимскую директорию, затем МСР и т. д. В ноябре 1918 года войска генерала Л. Ф. Бичерахова оставили Порт-Петровск и прибыли в Баку. С поражением германо-турецкого блока в Первой Мировой войне Великобритания стала ориентироваться на национальные правительства Закавказья и отказалась снабжать и финансировать русские формирования в Закавказье. В январе 1919 года отряд Л.Бичерахова был переведён в Батум, где в апреле 1919 года он был расформирован. Имущество отряда и желающие из личного состава были переданы на пополнение ВСЮР.
5 декабря[по какому календарю?] Червленная была занята Красной Аримей.
Через несколько месяцев казачьи отряды вернулись в Терскую область вместе с частями Добровольческой армии.